# Войтишкин, Дмитрий Владимирович
Дми́трий Влади́мирович Войти́шкин (бел. Дзмітрый Уладзіміравіч Вайцішкін; 1 января 1985, Гомель) — белорусский гребец-каноист, выступает за сборную Белоруссии с 2005 года. Четырёхкратный чемпион мира, шесть раз чемпион Европы, многократный победитель республиканских и молодёжных регат. Двадцатикратный чемпион открытого чемпионата России по гребле на байдарках и каноэ в Старой Купавне в категории Мастерс. На соревнованиях представляет Гомельскую область, заслуженный мастер спорта Республики Беларусь. Заслуженный мастер спорта Республики Беларусь.

## Биография
Дмитрий Войтишкин родился 1 января 1985 года в Гомеле.
В детстве увлекался боксом, однако в конечном счёте сделал выбор в пользу гребли. Активно заниматься греблей на каноэ начал в возрасте тринадцати лет, проходил подготовку в гомельской специализированной детско-юношеской спортивной школе олимпийского резерва «Дельфин», тренировался у таких специалистов как А. В. Гинтовт и В. В. Зацепа. Также обучался в гомельской областной школе высшего спортивного мастерства, состоял в Федерации профсоюзов Беларуси и в добровольном спортивном обществе «Динамо».
Окончил факультет физической культуры Гомельского государственного университета имени Франциска Скорины.

## Карьера
На взрослом международном уровне Войтишкин впервые заявил о себе в сезоне 2005 года, став серебряным призёром на чемпионате мира в хорватском Загребе, в программе каноэ-четвёрок на полукилометровой дистанции. Год спустя взял золото и серебро на чемпионате Европы в чешском Рачице, в четвёрках на двухстах и тысяче метрах, а позже добыл золото и серебро мирового первенства в венгерском Сегеде, в четвёрках на двухстах и пятистах метрах. Ещё через год добился серебряной и золотой наград на первенстве Европы в испанской Понтеведре, в заездах четырёхместных байдарок на 200 и 1000 метрах, кроме того, был третьим на чемпионате мира в немецком Дуйсбурге, в четвёрках на спринтерской двухсотметровой дистанции.
В 2008 году получил серебро и золото на первенстве континента в Милане, в одиночках на двухсотметровке и в четвёрках на тысяче. Чтобы попасть на летние Олимпийские игры в Пекин, пересел в одиночное каноэ и попробовал себя в этой олимпийской дисциплине, тем не менее, не смог выдержать конкуренцию со стороны более опытного Александра Жуковского. За выдающиеся спортивные достижения по итогам сезона удостоен почётного звания «Заслуженный мастер спорта Республики Беларусь».
В 2009 году Дмитрий Войтишкин продолжил выступать на высочайшем уровне, в четвёрках завоевал бронзовую медаль на чемпионате Европы в немецком Бранденбурге, затем стал чемпионом мирового первенства в канадском Дартмуте, опередив всех соперников на тысяче метров. В следующем сезоне на европейском чемпионате в испанской Трасоне выиграл серебряную медаль в четвёрках на 1000 м. При этом на чемпионате мира в польской Познани защитил чемпионское звание в километровой гонке четвёрок. На чемпионате мира 2011 года в Сегеде в третий раз подряд стал чемпионом в четвёрках на тысяче метрах. Европейское первенство 2012 года провёл не менее успешно, добавил в послужной список золото соревнований в Загребе, заняв первое место в заездах четвёрок на километр. Рассматривался как кандидат на участие в летних Олимпийских играх в Лондоне, но в олимпийских дисциплинах не смог преодолеть отбор.
После лондонской Олимпиады Войтишкин остался в основном составе белорусской национальной сборной и продолжил принимать участие в крупнейших международных регатах. Так, в 2013 году он выиграл серебряную медаль на чемпионате Европы в португальском городе Монтемор-у-Велью, в четвёрках на тысяче метрах. В той же дисциплине получил серебро на чемпионате мира в Дуйсбурге. Сезон 2014 года тоже провёл удачно, пополнил медальную коллекцию золотом с европейского первенства в Бранденбурге и серебром с мирового первенства в Москве — обе медали выиграл в своей коронной дисциплине С-4 1000 м.